# Erhard Raus
Erhard Raus (* 8. Januar 1889 in Wolframitz, Südmähren; † 3. April 1956 in Wien) war ein österreichischer Offizier und deutscher Generaloberst im Zweiten Weltkrieg. Er war neben Alexander Löhr und Lothar Rendulic einer von drei Österreichern, die in der Wehrmacht bis zum Generaloberst aufstiegen.

## Leben
Erhard Raus absolvierte mit 18 Jahren die Kadettenschule Königsfeld bei Brünn und kam dann zum Feldjäger-Bataillon 20 in Cormòns. Zu Beginn des Ersten Weltkrieges war er an der Ostfront in Südpolen eingesetzt und wurde Kommandant der Radfahrkompanie des Bataillons.
Raus heiratete am 17. August 1918 Marries Anna Morsani.
Nach dem Ersten Weltkrieg wurde er in das österreichische Bundesheer übernommen und kam zum Bundesministerium für Heereswesen, anschließend wurde er zum Wiener Radfahrbataillon versetzt. Später wirkte er als Taktiklehrer in der Infanterieschule.
Ab 1934 war er Kommandant der Infanterieschule, seit Ende 1936 Oberst des Generalstabes und beim „Anschluss“ Österreichs im März 1938 im Begriff, als Militärattaché nach Rom zu gehen. Stattdessen wurde er in den Stab des Gruppenkommandos 5 in Wien versetzt.

## Zweiter Weltkrieg
Bei Kriegsbeginn 1939 wurde Raus Chef des Stabes im Wehrkreis XVII in Wien. Am 15. Juli 1940 wurde er zum Kommandeur des Schützen-Regimentes 4 ernannt, anschließend am 15. April 1941 Kommandeur der 6. Schützen-Brigade. Nach der Beförderung zum Generalmajor am 1. Oktober 1941 wurde er am 18. November 1941 mit der Führung der 7. Panzer-Division beauftragt, was aber nicht zur Durchführung kam, da er am 22. November 1941 mit der Führung der 6. Panzer-Division, in Vertretung für den erkrankten Divisionskommandeur Franz Landgraf, beauftragt wurde, die er in der Schlacht um Moskau führte. Es folgten die Rückzugsgefechte bis Wolokolamsk und die Schneckenoffensive bis Sytschowka. Am 15. April 1942 wurde er offiziell zum Kommandeur der Panzerdivision ernannt.

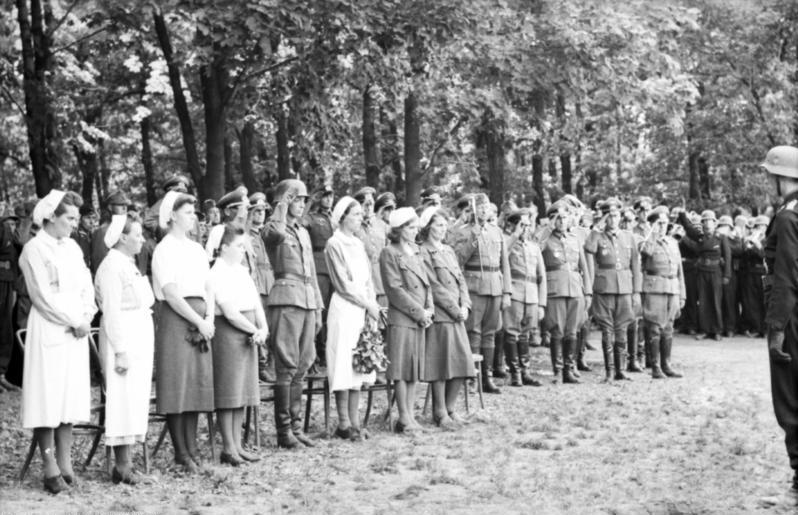
General der Panzertruppe Erhard Raus (dritter v. rechts) nimmt mit Generaloberst Hermann Hoth (vierter v. r.) und Generalfeldmarschall Erich von Manstein (fünfter v. r. mit Marschallstab) an der Beisetzung von Generalmajor Walther von Hünersdorff in Charkow teil

Am 1. Januar 1943 wurde er zum Generalleutnant befördert und übernahm am 10. Februar 1943 die Führung des Generalkommandos z. b. V. Raus, mit dem er an der Rückeroberung von Charkow teilnahm. Nachdem er am 1. April 1943 zum General der Panzertruppe befördert wurde, nahm er mit seinem Korps auch am Unternehmen Zitadelle und den Rückzugskämpfen in der Ukraine teil. Am 10. Dezember wurde er als Nachfolger von Hermann Hoth Oberbefehlshaber der 4. Panzerarmee, anschließend am 1. Mai 1944 der 1. Panzerarmee. Die Beförderung zum Generaloberst erfolgte am 20. September 1944. Vom 16. August 1944 bis zum 12. März 1945 führte er die 3. Panzerarmee, bis er von Adolf Hitler abgesetzt wurde, weil die Armee die letzten deutschen Brückenköpfe ostwärts der Oder nicht halten konnte.

## Nachkriegszeit
Bei Kriegsende geriet Raus in amerikanische Kriegsgefangenschaft, aus der er am 30. Juni 1947 entlassen wurde. In der Nachkriegszeit arbeitete er als Angehöriger der deutschen Abteilung der kriegsgeschichtlichen Forschungsgruppe der United States Army, der Operational History (German) Section der „Historical Division“, verschiedene Denkschriften für die amerikanischen Streitkräfte über die Besonderheiten der sowjetischen Kriegführung aus. In seiner Studie zu den „Besonderheiten der russischen Kampfführung“ (1950) bewertete Raus als eine dieser Besonderheiten, dass russische Soldaten keine Empathie für getötete Kameraden zeigen würden. Er beschrieb die Kampfweise der Soldaten der Roten Armee mit dem Bild: „Die Masse quoll weiter, bis der Vorrat an Menschen aufgebraucht war“.
Ansonsten lebte er zurückgezogen mit seiner Frau in Bad Gastein. Raus starb am 3. April 1956 nach einjähriger Krankheit an einem Lungenleiden in einem Wiener Krankenhaus.

## Auszeichnungen
- Bronzene Militärverdienstmedaille am Band des Militärverdienstkreuzes mit Kriegsdekoration und Schwertern am 6. Februar 1915
- Militärverdienstkreuz (Österreich) III. Klasse mit Kriegsdekoration und Schwertern am 5. Oktober 1915
- Karl-Truppenkreuz am 15. März 1917
- Orden der Eisernen Krone III. Klasse mit Kriegsdekoration und Schwertern am 16. März 1918 (jedoch ohne eine Erhebung in den Adelstand)
- Ungarische Kriegserinnerungs-Medaille am 9. März 1931
- Österreichische Kriegserinnerungs-Medaille mit Schwertern am 16. Mai 1933
- Silbernes Ehrenzeichen für Verdienste um die Republik Österreich am 21. April 1934
- Wehrmacht-Dienstauszeichnung
- Spange zum Eisernen Kreuz II. Klasse am 29. Juni 1941
- Spange zum Eisernen Kreuz I. Klasse am 6. Juli 1941
- Panzerkampfabzeichen am 1. September 1941
- Ritterkreuz des Eisernen Kreuzes mit Eichenlaub
  - Ritterkreuz am 11. Oktober 1941
  - Eichenlaub am 22. August 1943 (280. Verleihung)
- Medaille Winterschlacht im Osten 1941/42
- Deutsches Kreuz in Gold am 14. Februar 1943

Quelle: